# Collocheres elegans
Espèce
Synonymes
- Leptomyzon elegans (Scott A., 1896)

Collocheres elegans est une espèce de crustacés copépodes de l'ordre des Siphonostomatoida et de la famille des Asterocheridae. Elle parasite l'ophiure noire (Ophiocomina nigra) dans le Firth of Clyde, en Écosse.